# Polyphaenis mediofuligmosa
Polyphaenis mediofuligmosa är en fjärilsart som beskrevs av Dhl. Polyphaenis mediofuligmosa ingår i släktet Polyphaenis och familjen nattflyn. Inga underarter finns listade i Catalogue of Life.